# Estados e territórios da Austrália
A Comunidade da Austrália é uma federação de seis estados, três territórios continentais, e seis territórios adicionais (sete contando com o Território Antártico Australiano). O continente australiano é formado por cinco dos seis estados federados e três dos territórios federais (os territórios "internos"). O estado da Tasmânia ocupa uma ilha localizada a cerca de 200 quilômetros ao sul do continente. Os restantes sete territórios são classificados, para alguns fins, como territórios "externos". O Território Antártico Australiano é a parte da Antártida reivindicada pela Austrália. A Austrália é o sexto maior país do mundo em área total.
Todos os estados e os dois maiores territórios internos são parcialmente autônomos, além de serem representados no parlamento federal; os outros territórios são administrados pelo governo federal. Desde 2015, o controle federal também foi estendido ao antigo território autônomo da Ilha Norfolque. O terceiro território interno é o Território da Baía de Jervis, localizado na costa de Nova Gales do Sul, ao sul de Sydney e a leste de Camberra. Três dos territórios externos são habitados; os outros não são continuamente habitados, havendo apenas cientistas residentes temporários.
O código ISO que começa por AU- é o ISO 3166-2:AU; alguns territórios têm o seu próprio código ISO 3166-1.

Mapa mostrando a criação de colônias/estados e territórios continentais.

## Estados e territórios
| Mapas de referência para os estados e territórios da Austrália |
| --- |
| AUSTRÁLIA OCIDENTAL TERRITÓRIO DO NORTE AUSTRÁLIA MERIDIONAL QUEENSLÂNDIA NOVA GALES DO SUL TERRITÓRIO DA CAPITAL AUSTRALIANA VITÓRIA TASMÂNIA ●Perth ●Adelaide ●Melbourne ★Camberra ●Sydney ●Brisbane ●Hobart ●Darwin |
| |

| Bandeira       | Nome do Estado/ Território           | ISO    | Postal | Tipo                    | Capital              | População | Área (km²) |
| -------------- | ------------------------------------ | ------ | ------ | ----------------------- | -------------------- | --------- | ---------- |
|                | Ilhas Ashmore e Cartier (d)          |        |        | Território externo/ilha | (West Islet)         | 0         | 199        |
| Austrália      | Território Antártico Australiano (d) | AQ     | (TAS)  | Território externo      | (Mawson Station)     | 1 000     | 5 896 500  |
|                | Território da Capital Australiana    | AU-ACT | ACT    | Território              | Canberra             | 344 200   | 2 358      |
| Ilha Christmas | Ilha Christmas                       | CX     | (WA)   | Território externo/ilha | Flying Fish Cove     | 1 493     | 135        |
| Ilhas Cocos    | Ilhas Cocos (Keeling)                | CC     | (WA)   | Território externo/ilha | West Island          | 628       | 14         |
|                | Território Ilhas do Mar de Coral (d) |        |        | Território externo/ilha | (Ilha Willis)        | 3         | 10         |
|                | Ilha Heard e Ilhas McDonald (d)      | HM     |        | Território externo/ilha | (Atlas Cove)         | 0         | 144        |
|                | Território da Baía Jervis (c) (e)    |        | JBT    | Território              | (Jervis Bay Village) | 611       | 70         |
|                | Nova Gales do Sul (a)                | AU-NSW | NSW    | Estado                  | Sydney               | 6 967 200 | 800 642    |
| Ilha Norfolk   | Ilha Norfolk                         | NF     | (NSW)  | Território externo/ilha | Kingston             | 2 114     | 35         |
|                | Território do Norte                  | AU-NT  | NT     | Território              | Darwin               | 219 900   | 1 349 129  |
|                | Queensland                           | AU-QLD | QLD    | Estado                  | Brisbane             | 4 279 400 | 1 730 648  |
|                | Austrália Meridional                 | AU-SA  | SA     | Estado                  | Adelaide             | 1 601 800 | 983 482    |
|                | Tasmânia (b)                         | AU-TAS | TAS    | Estado                  | Hobart               | 500 000   | 68 401     |
|                | Vitória                              | AU-VIC | VIC    | Estado                  | Melbourne            | 5 297 600 | 227 416    |
|                | Austrália Ocidental                  | AU-WA  | WA     | Estado                  | Perth                | 2 163 200 | 2 529 875  |

Todos os estados têm um parlamento bicameral, exceto Queensland, que aboliu sua câmara alta em 1922. A câmara baixa é chamada de assembleia legislativa (Legislative Assembly), exceto na Austrália Meridional e na Tasmânia, onde a câmara baixa é chamada de casa da assembleia (the House of Assembly). A Tasmânia é o único estado que usa representação proporcional para eleger sua câmara baixa; todos os outros estados elegem membros a partir de uma lista de um candidato por distrito eleitoral, usando um tipo de votação preferencial. A câmara alta é chamado de conselho legislativo (Legislative Council), e geralmente é eleita a partir de múltiplos candidatos por distrito usando representação proporcional. Os três territórios autônomos (o TCA, o Território do Norte, e a Ilha Norfolque), têm assembleias legislativas unicamerais.
O chefe de governo de cada estado é chamado premier, indicado pelo governador do respectivo estado. Via de regra, o governador indicará como premier o líder do partido ou coligação que tiver controle da Câmara Baixa (no caso de Queensland, a única Câmara) do Parlamento do estado. Entretanto, em tempos de crise constitucional, o governador pode indicar outra pessoa como premier. O chefe de governo dos territórios internos autônomos é chamado de ministro-chefe (chief minister). O Ministro-Chefe do Território do Norte, é, via de regra, o líder do partido ou coligação que tiver controle do Parlamento, sendo indicado pelo administrador do território.

## Terminologia comparativa
| Entidade | Chefe de Estado  | Chefe de Governo          | Câmara Alta do Parlamento | Câmara Baixa do Parlamento | Membro do Parlamento* | Membro do Parlamento* |
| Austrália | Governador-Geral | Primeiro-Ministro         | Senado                    | Câmara dos Representantes  | Senador               | MP                    |
| --- | ---------------- | ------------------------- | ------------------------- | -------------------------- | --------------------- | --------------------- |
| Nova Gales do Sul                                                                                            | Governador       | Primeiro Ministro         | Conselho Legislativo      | Assembleia Legislativa     | MLC                   | MLA                   |
| Victoria | Governador       | Primeiro Ministro         | Conselho Legislativo      | Assembleia Legislativa     | MLC                   | MLA                   |
| Queensland                                                                                                   | Governador       | Primeiro Ministro         | None (abolido 1922)       | Assembleia Legislativa     | None                  | MP                    |
| Austrália Meridional                                                                                         | Governador       | Primeiro Ministro         | Conselho Legislativo      | Casa da Assembleia         | MLC                   | MHA                   |
| Tasmânia | Governador       | Primeiro Ministro         | Conselho Legislativo      | Casa da Assembleia         | MLC                   | MHA                   |
| Austrália Ocidental                                                                                          | Governador       | Primeiro Ministro         | Conselho Legislativo      | Assembleia Legislativa     | MLC                   | MLA                   |
| Território da Capital Australiana                                                                            | Ministro Chefe   | Ministro Chefe            | Não                       | Assembleia Legislativa     | Não                   | MLA                   |
| Território do Norte                                                                                          | Administrator    | Ministro Chefe            | Não                       | Assembleia Legislativa     | Não                   | MLA                   |
| Ilha Norfolk                                                                                                 | Administrator    | Ministro Chefe            | Não                       | Assembleia Legislativa     | Não                   | MLA                   |
| Ilha Christmas                                                                                               | Administrator    | Prefeito/Presidente Shire | Não                       | Conselho Shire             | Não                   | Conselheiro           |
| Ilhas Cocos (Keeling)                                                                                        | Administrator    | Prefeito/Presidente Shire | Não                       | Conselho Shire             | Não                   | Conselheiro           |
| *Nota: A abreviatura MP é uma aceitável e, de fato, o termo mais comum para os membros de cada câmara baixa. |                  |                           |                           |                            |                       |                       |

## Forças policiais dos estados e territórios
- Polícia do Território da Capital Australiana (parte da Polícia Federal Australiana)
- Polícia do Estado de Nova Gales Do Sul
- Polícia do Território do Norte
- Polícia do Estado de Queensland
- Polícia do Estado da Austrália do Sul
- Polícia do Estado da Tasmânia
- Polícia do Estado de Victoria
- Polícia do Estado da Austrália Ocidental

## Estatística
| Estado/território            | Área terra (km²) | Rank | População (2006) | Rank | Densidade populacional (/km²) | Rank | % da população na capital | Rank |
| Australian Capital Territory | 2,358            | 8th  | 344,200          | 7th  | 137.53                        | 1st  | 99.6%                     | 1st  |
| New South Wales              | 800,642          | 5th  | 6,967,200        | 1st  | 8.44                          | 3rd  | 63%                       | 5th  |
| Victoria                     | 227,416          | 6th  | 5,297,600        | 2nd  | 22                            | 2nd  | 71%                       | 4th  |
| Queensland                   | 1,730,648        | 2nd  | 4,279,400        | 3rd  | 2.26                          | 5th  | 46%                       | 7th  |
| South Australia              | 983,482          | 4th  | 1,601,800        | 5th  | 1.56                          | 6th  | 73.5%                     | 2nd  |
| Western Australia            | 2,529,875        | 1st  | 2,163,200        | 4th  | 0.79                          | 7th  | 73.4%                     | 3rd  |
| Tasmania                     | 68,401           | 7th  | 498,200          | 6th  | 7.08                          | 4th  | 41%                       | 8th  |
| Northern Territory           | 1,349,129        | 3rd  | 219,900          | 8th  | 0.15                          | 8th  | 54%                       | 6th  |

## Tabela de distância
| Adelaide |        |               |               |               |               |               |               |               |               |               |               |               |               |               |               |
| 2673     | Albany | Albany        | Albany        | Albany        | Albany        | Albany        | Albany        | Albany        | Albany        | Albany        | Albany        | Albany        | Albany        | Albany        | Albany        |
| 1533     | 3588   | Alice Springs | Alice Springs | Alice Springs | Alice Springs | Alice Springs | Alice Springs | Alice Springs | Alice Springs | Alice Springs | Alice Springs | Alice Springs | Alice Springs | Alice Springs | Alice Springs |
| 1578     | 3633   | 443           | Uluru         | Uluru         | Uluru         | Uluru         | Uluru         | Uluru         | Uluru         | Uluru         | Uluru         | Uluru         | Uluru         | Uluru         | Uluru         |
| 2045     | 4349   | 3038          | 3254          | Brisbane      | Brisbane      | Brisbane      | Brisbane      | Brisbane      | Brisbane      | Brisbane      | Brisbane      | Brisbane      | Brisbane      | Brisbane      | Brisbane      |
| 2483     | 1943   | 2483          | 1223          | 3317          | Broome        | Broome        | Broome        | Broome        | Broome        | Broome        | Broome        | Broome        | Broome        | Broome        | Broome        |
| 3352     | 5656   | 2457          | 2900          | 1716          | 2496          | Cairns        | Cairns        | Cairns        | Cairns        | Cairns        | Cairns        | Cairns        | Cairns        | Cairns        | Cairns        |
| 1196     | 3846   | 3706          | 2751          | 1261          | 3275          | 2568          | Canberra      | Canberra      | Canberra      | Canberra      | Canberra      | Canberra      | Canberra      | Canberra      | Canberra      |
| 3022     | 4614   | 1489          | 1932          | 3463          | 1803          | 2882          | 4195          | Darwin        | Darwin        | Darwin        | Darwin        | Darwin        | Darwin        | Darwin        | Darwin        |
| 1001     | 3674   | 2534          | 2579          | 1944          | 3636          | 3251          | 918           | 4023          | Hobart        | Hobart        | Hobart        | Hobart        | Hobart        | Hobart        | Hobart        |
| 3219     | 3787   | 1686          | 2129          | 3660          | 1045          | 3079          | 4392          | 827           | 4220          | Kununurra     | Kununurra     | Kununurra     | Kununurra     | Kununurra     | Kununurra     |
| 2783     | 5087   | 2505          | 2948          | 976           | 2840          | 740           | 1999          | 2930          | 2682          | 3127          | Mackay        | Mackay        | Mackay        | Mackay        | Mackay        |
| 731      | 3404   | 2264          | 2309          | 1674          | 3124          | 2981          | 648           | 3753          | 270           | 3950          | 2412          | Melbourne     | Melbourne     | Melbourne     | Melbourne     |
| 2742     | 5106   | 1209          | 1652          | 1829          | 1834          | 1248          | 2561          | 1634          | 3075          | 1831          | 1296          | 2805          | Mount Isa     | Mount Isa     | Mount Isa     |
| 2781     | 409    | 3696          | 3741          | 4457          | 2389          | 5764          | 3954          | 4205          | 3782          | 3378          | 5195          | 3512          | 4905          | Perth         | Perth         |
| 1412     | 3970   | 3830          | 2875          | 1001          | 3373          | 2495          | 286           | 4034          | 1142          | 4516          | 1926          | 872           | 2400          | 4078          | Sydney        |

Distância em quilômetros.

## Códigos de Estados e territórios
| Estado/Território                                              | Callsigns | Callsigns | Callsigns | Código Postal     | Prefixo telefônico | Fuso horário | Fuso horário |
| Estado/Território                                              | AM/FM     | TV        | Amador    | Código Postal     | Prefixo telefônico | Std          | Verão        |
| Território da Capital Australiana                              | 1xx(x)    | xx(x)Cn   | VK1xx     | 02nn*, 26nn, 29nn | 02                 | +10          | +11          |
| Nova Gales do Sul                                              | 2xx(x)    | xx(x)Nn   | VK2xx     | 1nnn*, 2nnn       | 02                 | +10          | +11          |
| Victoria                                                       | 3xx(x)    | xx(x)Vn   | VK3xx     | 3nnn, 8nnn*       | 03                 | +10          | +11          |
| Queensland                                                     | 4xx(x)    | xx(x)Qn   | VK4xx     | 4nnn, 9nnn*       | 07                 | +10          | +10          |
| Austrália Meridional                                           | 5xx(x)    | xx(x)Sn   | VK5xx     | 5nnn              | 08                 | +9½          | +10½         |
| Austrália Ocidental                                            | 6xx(x)    | xx(x)Wn   | VK6xx     | 6nnn              | 08                 | +8           | +9           |
| Tasmânia                                                       | 7xx(x)    | xx(x)Tn   | VK7xx     | 7nnn              | 03                 | +10          | +11          |
| Território do Norte                                            | 8xx(x)    | xx(x)Dn   | VK8xx     | 08nn              | 08                 | +9½          | +9½          |
| Territórios externos                                           |           |           |           |                   |                    |              |              |
| Ilha Norfolk                                                   | 2xx(x)    |           | VK9xx     | (NSW)             | +672 3             | +11½         | +11½         |
| Ilha Christmas                                                 |           |           | VK9xx     | (WA)              | (WA)               | +7           | +7           |
| Ilha Cocos                                                     |           |           | VK9xx     | (WA)              | (WA)               | +6½          | +6½          |
| Território Antártico Australiano                               | não       | não       | VK0xx     | (Tas)             | +672 1             | +6 to +8     | +6 to +8     |
| Ilha Macquarie                                                 | não       | não       | VK0xx     | (Tas)             | +672 1             | +10          | +11          |
| * usado para caixa postal e apenas alguns grandes utilizadores |           |           |           |                   |                    |              |              |